# Czarni 1910 Jasło

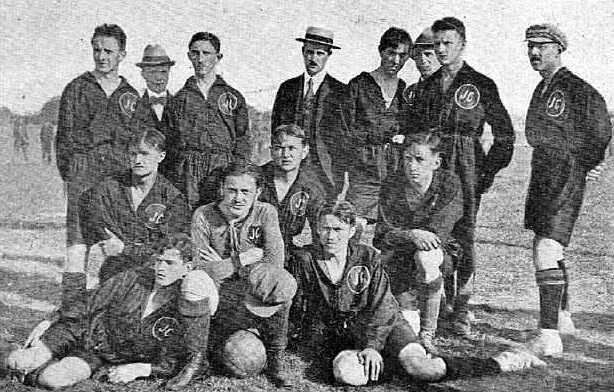
Czarni Jasło w 1921 roku.

JKS Czarni Jasło – założony w 1910 polski klub piłkarski z siedzibą w Jaśle.

## Informacje ogólne
- Pełna nazwa: Jasielski Klub Sportowy Czarni 1910 Jasło
- Rok założenia: 1910
- Barwy: biało-czarne
- Siedziba klubu: ul. Śniadeckich 15, 38-200 Jasło
- Prezes: Krzysztof Kosiek
- Trener drużyny seniorów: Tomasz Paluch , Szymon Cetnarowski
- Stadion: MOSiR Jasło, ul. Śniadeckich 15

## Sukcesy
- Awans do III ligi: 1956, 2012

## Odznaczenia
W 2010 roku klub obchodził jubileusz 100-lecia. Wyróżniono wówczas odznaką „Zasłużony dla klubu Czarni Jasło” wiele postaci:
Wiesław Bazan, Jan Betlej, Zdzisław Betlej, Jacek Boczkowski, Krzysztof Bołoz, Zenon Borys, Maciej Bugacki, Marek Budnik, Marek Bukowski, Wacław Bukowski, Władysław Cetnarowicz, Janusz Chmiel, Krystyna Chorąży, Edward Chruszcz, Andrzej Czajka, Grzegorz Czeluśniak, Renata Czekańska, Krzysztof Czekański, Ryszard Czerniakowski, Urszula Czyżowicz, Jerzy Daniło, Andrzej Data, Marek Dyląg, Stanisław Dyląg, Marian Dzięglewicz, Zofia Dzięglewicz, Marian Dziobek, Józef Folcik, Tadeusz Frączek, Leszek Garbacik, Stanisław Gądek, Marek Gbyl, Edward Gierut, Krzysztof Godek, Edward Gogosz, Paweł Gogosz, Piotr Gogosz, Roman Gogosz, Jarosław Gowin, Janusz Gozdecki, Robert Hap, Marian Hałubicki, Julian Jachym, Dariusz Janusz, Irena Kapała, Aleksander Karamon, Paweł Kasprzyk, Maria Karamon, Zbigniew Karamon, Adam Kmiecik, Eugeniusz Kordyś, Piotr Kowalski, Adam Kozak, Jan Kruczak, Tadeusz Kukowski, Maria Kurowska, Tadeusz Kutyna, Witold Lechowski, Władysław Lechowski, Kazimierz Leśniak, Krzysztof Libuszowski, Tomasz Lignarski, Adam Łyszczek, Marek Machowski, Krystyna Mechler, Marek Myśliwiec, Zbigniew Myśliwiec, Edward Nazgowicz, Bronisław Niżnik, Tomasz Niżnik, Edward Nocleg, Anatol Nowosielski, Wacław Ochałek, Ryszard Pabian, Krzysztof Paryś, Ryszard Piskorowski, Robert Podkulski, Zdzisław Przysztasz, Aleksander Radzik, Andrzej Rączka, Wiesław Ridinger, Tadeusz Rojkowski, Andrzej Rumiński, Bogdan Rumiński, Józef Rydarowicz, Jan Ryś, Bogdan Rzońca, Artur Sadzikowski, Jerzy Szindler, Stanisław Skała, Andrzej Sokołowski, Lidia Stadnicka, Waldemar Stadnicki, Antoni Styczyński, Marek Szajna, Robert Szerląg, Adam Szpak, Antoni Szpak, Teresa Szpak, Janusz Tomaszewski, Ryszard Tuleja, Józef Turczak, Andrzej Uchman, Antoni Wanat, Jerzy Węgrzyn, Marcin Węgrzyn, Leszek Wierzgacz, Mieczysław Wiśniowski, Józef Wojnarowicz, Jan Woś, Zofia Woś, Hanna Zagumna, Lech Zagumny, Mieczysław Zając, Marcin Zarudzki, Andrzej Zawiliński, Jan Zawiliński, Marian Zawiliński, Jacek Zdun, Zdzisław Żmigrodzki, Ryszard Żuławski.
Tytuł honorowego prezesa klubu otrzymał Stanisław Zając.